# Pers, Cantal
Pers är en kommun i departementet Cantal i regionen Auvergne-Rhône-Alpes i mitten av Frankrike. Kommunen ligger  i kantonen Saint-Mamet-la-Salvetat som ligger i arrondissementet Aurillac. År 2018 hade Pers 274 invånare.

## Befolkningsutveckling
Antalet invånare i kommunen Pers
Referens:INSEE

## Galleri

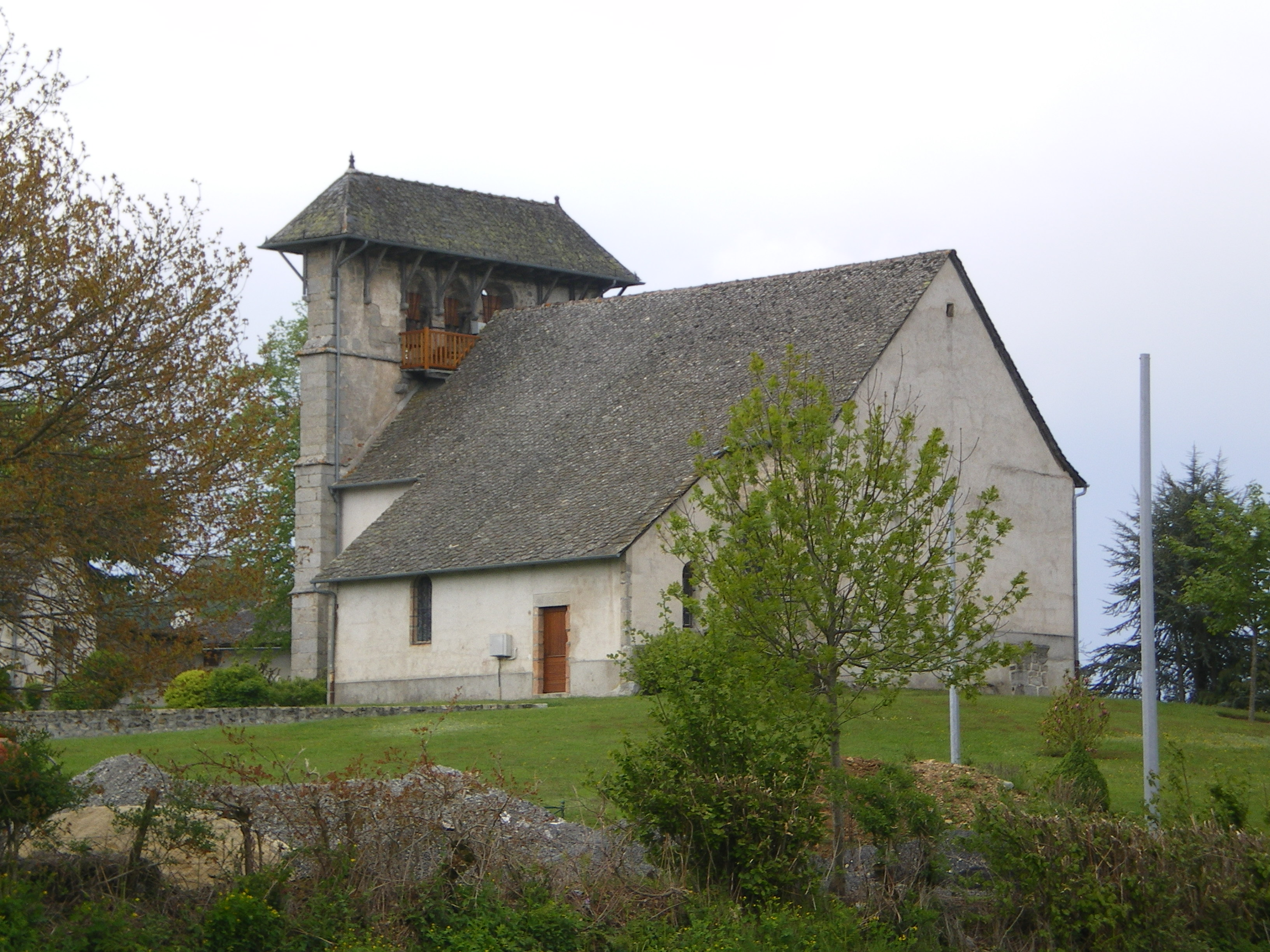
Kyrkan
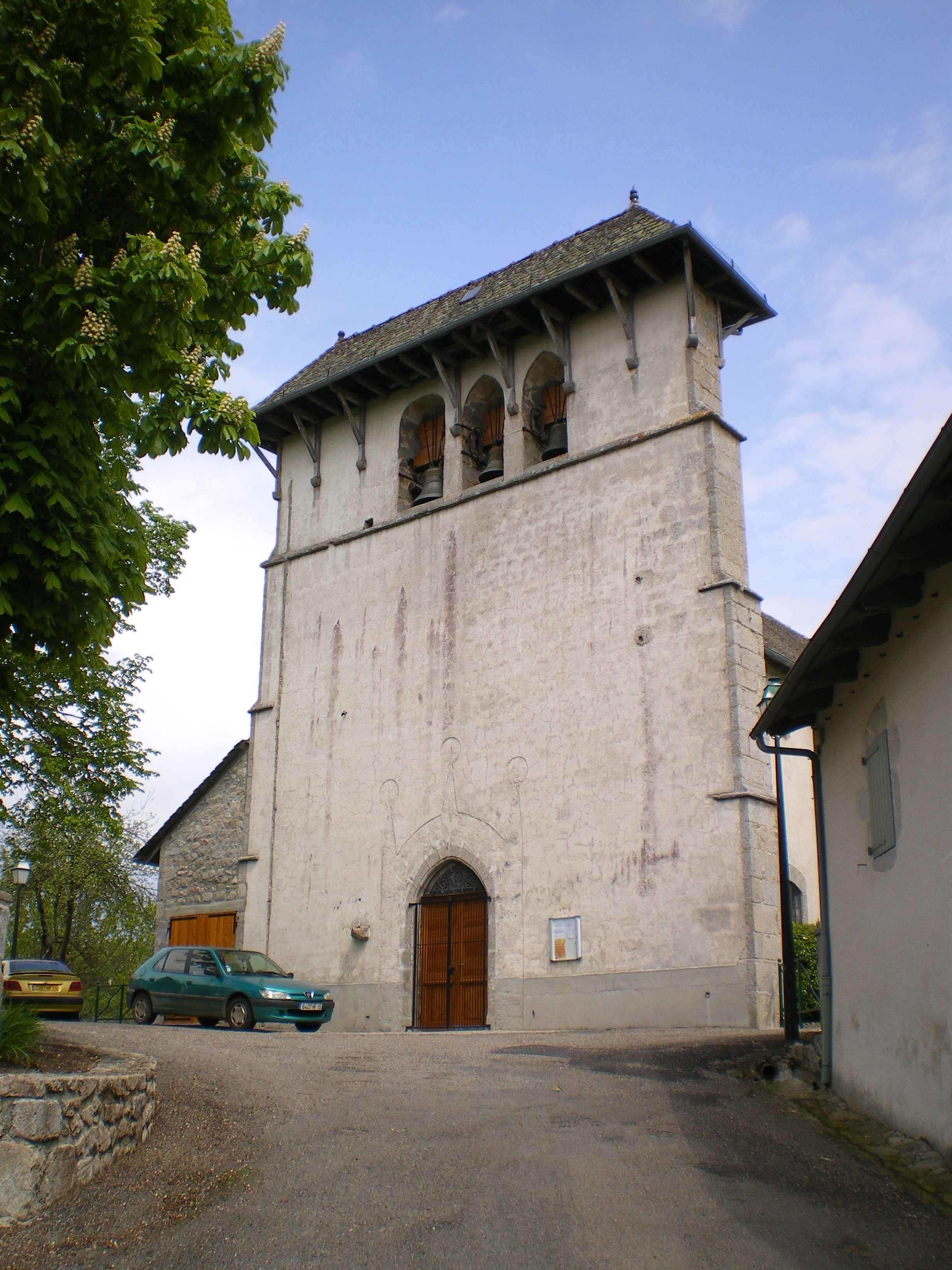
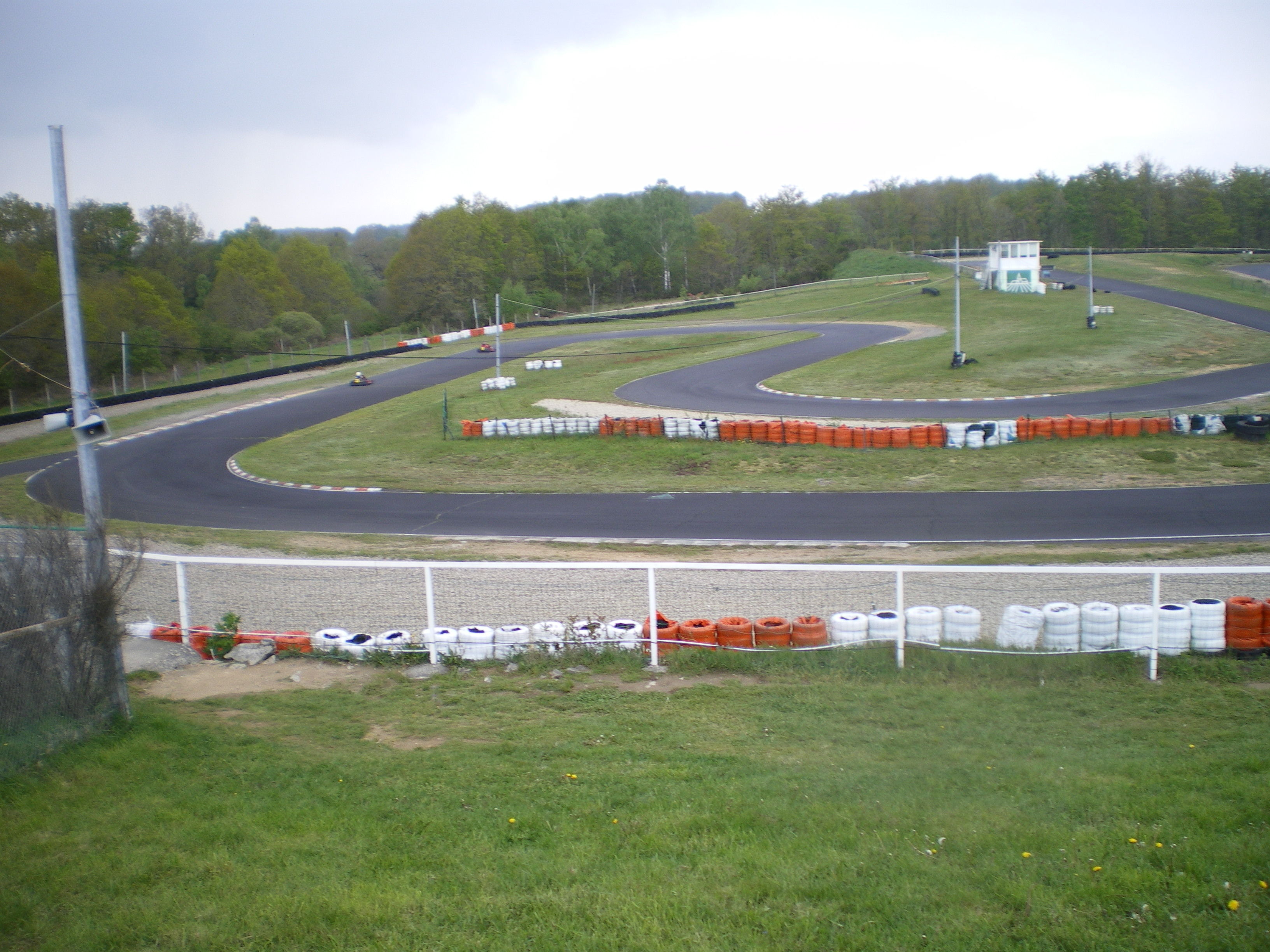
Kartingbana
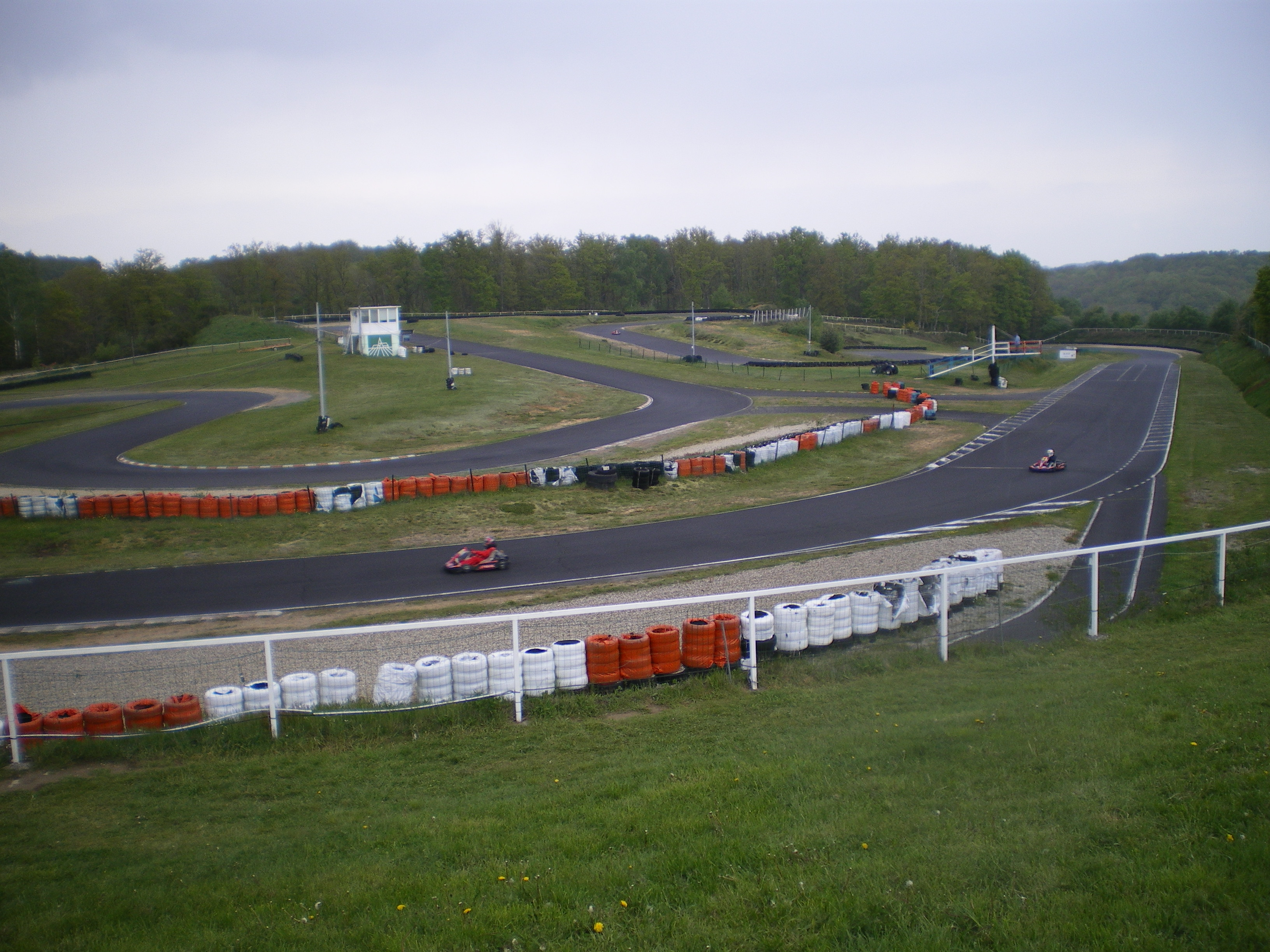